# شاروليز
شاروليه هي سلالة بقر فرنسية من منطقة شارول ببورغندي، موجهة خصوصاً لإنتاج اللحم ويمتاز أفرادها بأجسادهم الضخمة ولونهم الأبيض الموحد الدي يميل أحياناً نحو البني الفاتح، لحومها قليلة الدهون وجيدة المذاق، وتشتهر بكونها منتجة كبيرة للحوم وسريعة النمو.